# レット・デイヴィス
レット・デイヴィス（Rhett Davies、1949年 - ）は、イングランドの音楽プロデューサー兼レコーディング・エンジニア。

## 略歴
父親はトランペット奏者のレイ・デイヴィス。
1970年代初頭にアイランド・レコードのスタジオ・エンジニアとなった。彼の最初のレコーディング・セッションの1つは、ブライアン・イーノの1974年のアルバム『テイキング・タイガー・マウンテン』だった。デイヴィスとイーノはその後もいくつかのプロジェクトで一緒に仕事をし、特にテープループとドラムマシンに関して、スタジオ・レコーディング技術に革新をもたらした。
1970年代と1980年代に数多くのアーティストをプロデュースした。ブライアン・フェリーの『ボーイズ・アンド・ガールズ』（1985年）では、ヒット曲「ドント・ストップ・ザ・ダンス」をフェリーと共作した。
1990年代にはプロデュースの仕事からほぼ引退したが、フェリーとは『As Time Goes By ～時の過ぎゆくままに』（1999年）、『ディラネスク』（2007年）、『オリンピア』（共同プロデューサー、2010年）、『アヴォンモア』（2014年）、『ビター・スウィート』（共同プロデューサー、2018年）で共に仕事を行った。

## クレジット
デイヴィスは以下のアルバムのプロデュースおよび/またはエンジニアリングを担当した:
ブライアン・フェリー
- 『アナザー・タイム、アナザー・プレイス (いつかどこかで)』 - Another Time, Another Place (1974年)
- 『ボーイズ・アンド・ガールズ』 - Boys And Girls (1985年)
- 『As Time Goes By ～時の過ぎゆくままに』 - As Time Goes By (1999年)
- 『ディラネスク』 - Dylanesque (2007年)
- 『オリンピア』 - Olympia (2010年)
- 『ザ・ジャズ・エイジ』 - The Jazz Age (2012年)
- 『アヴォンモア』 - Avonmore (2014年)
- 『ビター・スウィート』 - Bitter-Sweet (2018年)

ロキシー・ミュージック
- 『VIVA!ロキシー・ミュージック』 - Viva! (1976年)
- 『マニフェスト』 - Manifesto (1979年)
- 『フレッシュ・アンド・ブラッド』 - Fresh + Blood (1980年)
- 『アヴァロン』 - Avalon (1982年)
- 『ザ・ハイ・ロード』 - The High Road (1983年) ※EP

ロバート・パーマー
- 『スニーキン・サリー・スルー・ジ・アリー』 - Sneakin' Sally Through the Alley (1974年)
- 『サム・ガイズ』 - Maybe It's Live (1982年)

ブライアン・イーノ
- 『テイキング・タイガー・マウンテン』 - Taking Tiger Mountain (By Strategy) (1974年)
- 『アナザー・グリーン・ワールド』 - Another Green World (1975年)
- 『ビフォア・アンド・アフター・サイエンス』 - Before and After Science (1977年)
- 『ミュージック・フォー・フィルムズ』 - Music for Films (1978年)
- 『アンビエント1/ミュージック・フォー・エアポーツ』 - Ambient 1: Music for Airports (1978年)

フリップ&イーノ
- 『イヴニング・スター』 - Evening Star (1975年)

フィル・マンザネラ
- 『ダイアモンド・ヘッド』 - Diamond Head (1975年)
- 『プリミティヴ・ギターズ』 - Primitive Guitars (1982年)

801
- 『801 ライヴ』 - 801 Live (1976年)
- 『リッスン・ナウ』 - Listen Now (1977年) ※フィル・マンザネラ / 801名義

キャメル
- 『スノー・グース』 - The Snow Goose (1975年)
- 『ムーン・マッドネス「月夜の幻想曲（ファンタジア）」』 - Moonmadness (1976年)
- 『雨のシルエット』 - Rain Dances (1977年)
- 『ライヴ・ファンタジア』 - A Live Record (1978年)

ホリーズ
- 『ロシアン・ルーレット』 - Russian Roulette (1976年)
- Crazy Steal (1978年)

キング・クリムゾン
- 『ディシプリン』 - Discipline (1981年)
- 『ビート』 - Beat (1982年)

B-52's
- 『禁断の惑星』 - Wild Planet (1980年)
- Party Mix! (1981年) ※EP

スプリット・エンズ
- 『スプリット・エンズ』 - Second Thoughts (1976年)
- Enz of an Era (1982年)

その他
- ジェネシス : 『月影の騎士』 - Selling England By The Pound (1973年)
- トラピーズ : 『ホット・ワイアー』 - Hot Wire (1974年)
- ジム・キャパルディ : 『ホエール・ミート・アゲイン』 - Whale Meat Again (1974年)
- ラス・バラード : 『ウィニング』 - Winning (1976年)
- ダイアー・ストレイツ : 『悲しきサルタン』 - Dire Straits (1978年)
- トーキング・ヘッズ : 『モア・ソングス』 - More Songs About Buildings and Food (1978年)
- ワン・チャン : 『ダンス・ホール・デイズ』 - Huang Chung (1982年)
- オーケストラル・マヌーヴァーズ・イン・ザ・ダーク : 『ダズル・シップス』 - Dazzle Ships (1983年)
- インダストリー : 『ストレンジャー・トゥ・ストレンジャー』 - Stranger to Stranger (1983年)
- アイスハウス : 『メジャー・フォー・メジャー』 - Measure for Measure (1986年)
- ティル・チューズデイ : 『ウェルカム・ホーム』 - Welcome Home (1986年)
- コック・ロビン : 『ファースト・ラヴ〜最後のセレモニー』 - First Love / Last Rites (1989年)
- ゼン・ジェリコ : 『ザ・ビッグ・エリア』 - The Big Area (1989年)